# Luis Miguel Seguí
Luis Miguel Seguí   (Alacant, 4 d'octubre de 1968) és un actor, productor cinematogràfic i guionista valencià que actualment treballa en la sèrie de Telecinco La que se avecina.

## Filmografia

### Cinema
Com a actor
| Llargmetratge - Del lado del verano (2011) - Tú eliges (2008) - ¿Infidelidad? (2007) - La flaqueza del Bolchevique (2009) - Venganza (2002) - Flores de otro mundo (1999) - Besos y abrazos (1997) | Curtmetratges - La China (2005) - La maldad de las cosas (2005) - Te llevas la palma (2004) - 238 (2003) - V.O. (2001) - Run a way(2012) |

| Com a guionista - La China (2005) - Tú eliges (2008) - V.O. (2001) | Com a productor - La China (2005) - Tú eliges (2008) |

### Televisió
- La que se avecina (2007-present)
- Pepa y Pepe (1995) episodi 1

### Teatre
- De cintura para abajo (2012)